# اکاواک (کاهتا)
اکاواک، کهتا (به لاتین: Akkavak, Kahta) یک منطقهٔ مسکونی در ترکیه است که در استان آدیامان واقع شده‌است.